# Frederick B. Dent

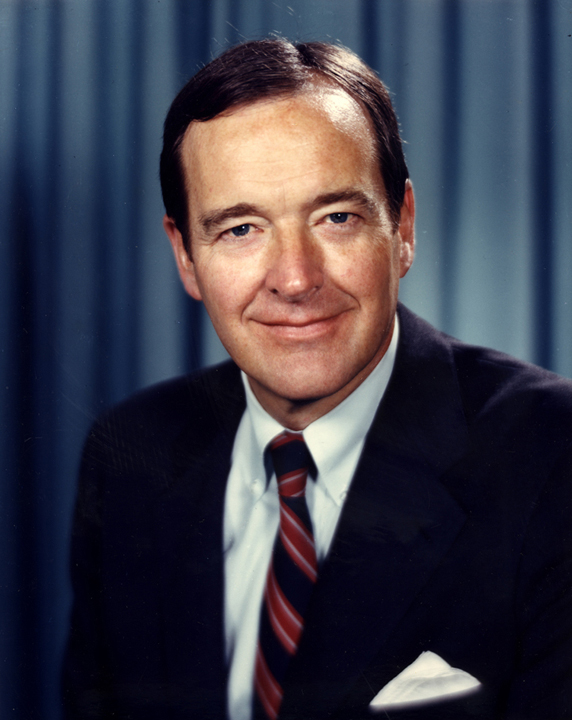
Frederick B. Dent

Frederick Baily Dent (* 17. August 1922 in Cape May, New Jersey; † 10. Dezember 2019 in Spartanburg, South Carolina) war ein US-amerikanischer Geschäftsmann und Politiker (Republikanische Partei), der unter den Präsidenten Richard Nixon und Gerald Ford das Amt des US-Handelsministers bekleidete.

## Frühes Leben und militärische Laufbahn
Der in New Jersey geborene Dent war noch ein kleiner Junge, als seine Eltern mit ihm nach Greenwich in Connecticut zogen. Dort führte der Vater das Textilienhandelsunternehmen der Familie, Joshua L. Baily & Company, das 1876 von Frederick Dents Großvater gegründet worden war.
Nach dem Schulbesuch in Concord begann Dent ein Studium an der Yale University, wo er 1943 seinen Bachelorabschluss machte. In Yale gehörte er mit Blick auf einen möglichen Kampfeinsatz im Zweiten Weltkrieg bereits dem Naval Reserve Officer Training Corps an; nur kurze Zeit nach seinem Abschluss trat er dann in den aktiven Dienst bei der Navy ein.
Er nutzte einen kurzen Landurlaub in San Diego im März 1944, um seine Jugendliebe Mildred Harrison zu heiraten. Nach der Rückkehr ging es mit seinem Schiff zum Kampfeinsatz am pazifischen Kriegsschauplatz. Er nahm im April 1945 an der Schlacht um Okinawa teil; nach der japanischen Kapitulation wurde er auf ein Patrouillenboot versetzt, das durch den Panamakanal nach Florida fuhr.

## Unternehmer und Politiker
Nach dem Ende seiner Zeit beim Militär arbeitete Dent als Handelsvertreter in der Firma seines Vaters. 1947 wurde er zur weiteren Ausbildung im Textilgewerbe nach Spartanburg in South Carolina geschickt, wo er sich dauerhaft niederließ. Dort wurde er 1958 dann Präsident von Mayfair Mills, einem Tochterunternehmen der Familienfirma Baily. Als Geschäftsmann machte sich Dent auch im politischen Bereich einen Namen. Unter anderem wurde er Mitglied des Business Council, eines Beratergremiums, dem hochrangige Vertreter der US-Wirtschaft angehörten. Er fungierte auch als Präsident des American Textile Manufacturers Institute.
Am 2. Februar 1973 berief Präsident Nixon ihn als Secretary of Commerce in sein Kabinett. Auch nach dem Rücktritt Nixons behielt Dent diesen Posten unter dessen Nachfolger Gerald Ford zunächst, ehe er am 26. März 1975 zum Handelsvertreter der Vereinigten Staaten (Trade Representative) ernannt wurde. Dies blieb er bis zur Amtsübernahme des neuen Präsidenten Jimmy Carter im Januar 1977.
Nach dem Ende der kurzen politischen Karriere zog Frederick Dent mit seiner Familie zurück nach Spartanburg, wo er sich wieder als Präsident um die Geschäfte von Mayfair Mills kümmerte. 1988 trat er diesen Posten an seinen Sohn Rick ab, blieb aber selbst Vorsitzender (Chairman) der Firma. Für seine Verdienste um die Wirtschaft des Bundesstaates wurde Dent 1994 in die South Carolina Business Hall of Fame aufgenommen.